# いのちのよろこび
「いのちのよろこび」は、でんぱ組.incの楽曲。同グループ19枚目のシングルとして、2019年6月26日にMEME TOKYOから発売された。

## 概要
前作の、限定販売CDおよび配信のシングル『子♡丑♡寅♡卯♡辰♡巳♡』から約1ヵ月後で、全国店舗流通シングルとしては前年の『プレシャスサマー！』以来9ヵ月振りとなる。表題曲の「いのちのよろこび」は、Wiennersの玉屋2060%が作詞・作曲・編曲をした。ネイチャー感溢れるアフロファンク調のビートに乗せ、民族の祭りやオペラ風の歌唱など多国籍な要素を盛り込んだ、壮大な人類愛と生命への讃歌となっている。カップリングの「形而上学的、魔法」は若手シンガーソングライターの諭吉佳作/menが作詞・作曲し、KanadeYUKが編曲を担当した。

## 収録曲
| #         | タイトル                           | 作詞・作曲   | 編曲       | 時間  |
| --------- | ---------------------------------- | ------------ | ---------- | ----- |
| 1.        | 「いのちのよろこび」               | 玉屋2060％   | 玉屋2060％ | 05:23 |
| 2.        | 「形而上学的、魔法」               | 諭吉佳作/men | KanadeYUK  | 03:51 |
| 3.        | 「いのちのよろこび」(Instrumental) |              |            | 05:16 |
| 4.        | 「形而上学的、魔法」(Instrumental) |              |            | 03:43 |
| 合計時間: | 合計時間:                          | 合計時間:    | 合計時間:  | 18:15 |

### 初回限定盤DVD
でんぱ組.inc 2019春ツアー
「我々はどこから来たのか? 我々はでんぱ組.incなのか、我々はどこへ行くのか 〜とりま東名阪〜」
2019年4月30日 名古屋 ダイアモンドホール

#### A
| （前編）  |                                   |           |            |                     |
| #         | タイトル                          | 作詞      | 作曲・編曲 | 監督                |
| 1.        | 「Future Diver」                  |           |            | 國部哲郎 (1. - 11.) |
| 2.        | 「FD3, DEMPA ROCKET GO!!」        |           |            |                     |
| 3.        | 「太陽系観察中生命体」            |           |            |                     |
| 4.        | 「バリ3共和国」                   |           |            |                     |
| 5.        | 「ちゅるりちゅるりら」            |           |            |                     |
| 6.        | 「キラキラチューン」              |           |            |                     |
| 7.        | 「なんてったってシャングリラ」    |           |            |                     |
| 8.        | 「破！to the Future」             |           |            |                     |
| 9.        | 「世界が私の味方ならば…」         |           |            |                     |
| 10.       | 「ギラメタスでんぱスターズ」      |           |            |                     |
| 11.       | 「NEO JAPONISM」                  |           |            |                     |
| 12.       | 「いのちのよろこび」(Music Video) |           |            | 山崎連基            |
| 合計時間: | 合計時間:                         | 合計時間: | 52:57      |                     |

#### B
| （後編）  |                                             |           |            |                    |
| #         | タイトル                                    | 作詞      | 作曲・編曲 | 監督               |
| 1.        | 「絢爛マイユース」                          |           |            | 國部哲郎 (1. - 8.) |
| 2.        | 「でんぱれーどJAPAN」                       |           |            |                    |
| 3.        | 「エバーグリーン」                          |           |            |                    |
| 4.        | 「サクラあっぱれーしょん」                  |           |            |                    |
| 5.        | 「でんでんぱっしょん」                      |           |            |                    |
| 6.        | 「いのちのよろこび」                        |           |            |                    |
| 7.        | 「ファンファーレは僕らのために」            |           |            |                    |
| 8.        | 「プレシャスサマー！」                      |           |            |                    |
| 9.        | 「いのちのよろこび」(Music Videoメイキング) |           |            |                    |
| 合計時間: | 合計時間:                                   | 合計時間: | 59:24      |                    |